# Grundrechte (EU)
Der Schutz der Grundrechte in der Europäischen Union ist durch Art. 6 des Vertrages über die Europäische Union primärrechtlich verankert. Organe der Union und die Mitgliedstaaten haben in Anwendung des Unionsrechts die sich daraus ergebenden Grundrechte einzuhalten.
Die vom ersten Europäischen Konvent erarbeitete Charta der Grundrechte der Europäischen Union, die seit 2009 rechtsverbindlich ist, kodifizierte erstmals die durch das Unionsrecht gewährten Grundrechte. Neben dieser Charta sind nach Art. 6 Abs. 3 EU-Vertrag auch die Grundrechte der Europäischen Menschenrechtskonvention (EMRK) und die Grundrechte der gemeinsamen Verfassungsüberlieferungen der Mitgliedstaaten Teile des Rechts der Europäischen Union.

## Geschichte
Die Gründungsverträge der Europäischen Gemeinschaften (EGKS, EAG, EWG) enthielten keinen Grundrechteschutz. Es fehlte insbesondere an einem expliziten Katalog an Grundrechten.

### Erste Entscheidungen des EuGH
Bereits im Jahr 1969 entschied allerdings der EuGH im Urteil des Falles Stauder, dass der Gerichtshof die Wahrung der in den allgemeinen Grundsätzen der Gemeinschaftsrechtsordnung ... enthaltenen Grundrechte sicherzustellen hat. Auch in der Entscheidung Internationale Handelsgesellschaft des Jahres 1970 wiederholte er diese Ansicht. Auch stellte er in dieser Entscheidung dar, dass die Gültigkeit der Handlung der Unionsorgane nur nach dem Unionsrecht beurteilt werden könne.

### Solange I
Trotz der gegenteiligen Ansicht des EuGH entschied das deutsche Bundesverfassungsgericht (BVerfG) in seiner häufig Solange I genannten Entscheidung im Jahr 1974, dass auch das BVerfG ein Recht habe, das sekundäre Unionsrecht auf seine Konformität mit den nationalen (deutschen) Grundrechten zu prüfen. Dieses Recht würde bestehen, solange das Unionsrecht keinen adäquaten Grundrechtekatalog bereitstellt, der dem deutschen Grundgesetz entspricht.

### Solange II
In der Entscheidung Solange II des Jahres 1986 revidierte das BVerfG seine Ansicht. Es sah den (Grund-)Rechtsschutz durch den EuGH als ausreichend an und erkannte dessen Kompetenz an. Dies gelte, solange [der EuGH] einen wirksamen Schutz der Grundrechte gegenüber der Hoheitsgewalt der Union generell gewährleistet.

### Europäische Union
Durch den Vertrag von Maastricht, der am 1. November 1993 in Kraft trat, wurde der Grundrechtsschutz auch erstmals primärrechtlich kodifiziert. So wurde etwa in Art. 6 Abs. 1 EUV normiert, dass die Menschenrechte einer der Grundsätze der Union sind. In Art. 6 Abs. 2 EUV wird normiert, dass die Union die Grundrechte achtet. Durch den Vertrag von Lissabon, der am 1. Dezember 2009 in Kraft trat, wurde zudem die EU-Grundrechtecharta rechtsverbindlich. Ausnahmen davon bestanden im Vereinigten Königreich und bestehen in Polen und Tschechien.

## Gegenwärtige Situation
Die durch den EuGH geschützten Rechte umfassen die Rechte, die sich aus der EU-Grundrechtecharta (Art. 6 Abs. 1 EU-Vertrag) sowie der Europäischen Menschenrechtskonvention (EMRK) und „aus den gemeinsamen Verfassungsüberlieferungen der Mitgliedstaaten als allgemeine Grundsätze Teil des Unionsrechts ergeben“ (Art. 6 Abs. 3 EU-Vertrag). Dies war bereits ständige Rechtsprechung des EuGH und wurde in dieser Form kodifiziert.
Zur Einhaltung dieser Regelungen ist die Union berufen. Dies bedeutet, dass sowohl die Organe der Europäischen Union als auch die Mitgliedstaaten an diese Grundrechte gebunden sind. In diesen Bereichen ist der EuGH zwar nur ausnahmsweise zuständig, was allerdings einer Bindung an die Grundrechte auch in diesen Bereich nicht widerspricht. Die diesbezügliche Zuständigkeit des EuGH gilt allerdings nur insofern, als die Union für den jeweiligen Bereich materiell zuständig ist. Nur wenn Organe der Union oder der Mitgliedstaaten in den jeweiligen Materien Normen der Union anzuwenden haben, sind auch die Grundrechte der Union zu beachten; bei anderen Tätigkeiten der Mitgliedstaaten gelten jeweils die national festgelegten Grundrechte.
Die EMRK wurde von allen derzeit 27 Mitgliedstaaten der Union angenommen, abseits des EU-Rechts. Auch über das EU-Recht (Art. 6 Abs. 2 EU-Vertrag) ergibt sich mittelbar eine Bindung an die EMRK. Dies ist insofern relevant, als einige Staaten beim völkerrechtlichen Beitritt zur EMRK in gewissen Materien Vorbehalte eingebracht haben. Sofern ein Staat nationale Normen anwendet, ist in diesen Bereichen die EMRK daher nicht oder nur eingeschränkt anwendbar. Hinsichtlich der indirekt über das EU-Recht in die nationalen Rechtsordnungen einfließenden Normen der EMRK sind derartige Einsprüche allerdings unbeachtlich. Fällt eine Norm unter die Kompetenz der Union, kann diese daher bei Verstößen gegen die EMRK Maßnahmen ergreifen, auch wenn der Staat bei seinem eigenen EMRK-Beitritt einen Einspruch eingebracht hat. Neben der EMRK selber sind auch deren Zusatzprotokolle einschlägig.
Verstößt ein Mitgliedstaat dauerhaft gegen die EU-Grundrechte, ermöglicht Art. 7 EU-Vertrag strenge Konsequenzen, die bis zum Entzug des Stimmrechts im Rat der Europäischen Union reichen. Allerdings muss ein solcher Beschluss von allen anderen Mitgliedstaaten einstimmig getroffen werden.
Die wichtigste und in der Rechtsprechung des EuGH mit Abstand am häufigsten angewandte Rechtsquelle der EU-Grundrechte ist heute die EU-Grundrechtecharta.
Diese gilt nach ihrem Art. 51 für die Organe, Einrichtungen und sonstigen Stellen der Union immer. Die Mitgliedstaaten der EU müssen sie hingegen ausschließlich bei der Durchführung des Rechts der Union beachten.
Auf Basis der Charta der Grundrechte sind seit ihrem Inkrafttreten im Jahr 2009 bereits zahlreiche Entscheidungen im Grundrechtsbereich ergangen. Der Anteil der Entscheidungen, in denen der Europäische Gerichtshof die Charta zitiert, stieg von 6,4 % im Jahr 2010 auf 17,7 % im Jahr 2017. In diesem Zeitraum wurde die Charta in 13,2 % der Entscheidungen des Gerichtshofs erwähnt. Wegen eines Verstoßes gegen die Grundrechtecharta hob der EuGH zum Beispiel die Richtlinie 2006/24/EG über die Vorratsdatenspeicherung auf. Die Rechtswissenschaft beurteilt die dogmatische Qualität der Grundrechtsprüfung des Gerichtshofs heute überwiegend als deutlich gestiegen.